# Tomás George da Conceição Silva
Tomás George da Conceição Silva GCC • GCA • MPSD • MSMM (Lisboa, 12 de fevereiro de 1933 — Lisboa, 25 de maio de 2021) foi um oficial general da Força Aérea Portuguesa que, entre outras funções, exerceu o cargo de Ministro da República para a Região Autónoma dos Açores, chefe do Estado-Maior da Força Aérea e director do Instituto da Defesa Nacional (de 22 de março de 1980 a 5 de março de 1981). Iniciou a sua carreira militar como oficial da Armada Portuguesa, transitando depois para a aviação naval e para a Força Aérea, reformando-se em 1997 como general de quatro estrelas.

## Biografia
Foi filho de Eugénio Correia da Conceição Silva, militar da Armada Portuguesa e astrónomo amador de grande nomeada, e de sua mulher Maria Helena George, de ascendência Inglesa, neto de António Tomás da Conceição Silva, professor de desenho e pintor, e irmão de Guilherme George da Conceição Silva, militar da Armada e político, um dos militares do MFA, presidente da Comissão de Extinção da PIDE/DGS e Secretário de Estado da Comunicação Social.
Entre 1951 e 1954 frequentou o Curso de Marinha da Escola Naval.
Nos anos de 1955 e 1956, terminado o curso naval, foi oficial da guarnição do NRP Faial, então destacado no Estado da Índia ao serviço do Comando Chefe das Forças Navais da Índia.
Regressado a Portugal, em 1958 foi autorizado a realizar o curso de piloto aviador. Terminado o curso transitou para a recém-formada Força Aérea Portuguesa, tendo prestado serviço em várias bases aéreas, incluindo a Base das Lajes, e integrou várias missões da NATO. Durante a Guerra Colonial desempenhou missões de chefia nas então províncias ultramarinas.
Foi o terceiro Ministro da República para os Açores, de 28 de Abril de 1981 a 12 de Julho de 1986, nomeado pelo Decreto nº 51/81, de 28 de Abril de 1981.
Foi presidente da Federação Portuguesa de Aeronáutica.

### Condecorações[2][3]
- Medalha Militar de Prata com Palma da Classe de Serviços Distintos de Portugal (? de ? de 19??)
- Medalha de 2.ª Classe de Mérito Militar de Portugal (? de ? de 19??)
- ... da Legião do Mérito dos Estados Unidos (? de ? de 1979), concedida pelo Secretário de Defesa Harold Brown do Presidente Jimmy Carter
- Grã-Cruz da Ordem Militar de Nosso Senhor Jesus Cristo de Portugal (9 de Novembro de 1985)
- Grã-Cruz da Ordem Real da Estrela Polar da Suécia (28 de Janeiro de 1987)
- Grã-Cruz da Ordem do Libertador da Venezuela (18 de Novembro de 1987)
- Grã-Cruz com Estrela da Ordem do Mérito da República Federal da Alemanha Ocidental (18 de Abril de 1988)
- Excelentíssimo Senhor Grã-Cruz da Real Ordem de Isabel a Católica de Espanha (20 de Março de 1989)
- Grande-Oficial da Ordem Nacional da Legião de Honra de França (9 de Maio de 1990)
- Grã-Cruz da Ordem da Fénix da Grécia (15 de Novembro de 1990)
- Grã-Cruz da Ordem Militar de São Bento de Avis de Portugal (6 de Dezembro de 1991)

Ao longo da sua carreira militar recebeu, também, diversos louvores.